# Sphaerodactylus cricoderus
Sphaerodactylus cricoderus — вид геконоподібних ящірок родини Sphaerodactylidae. Ендемік Куби.

## Поширення і екологія
Sphaerodactylus cricoderus мешкають в горах Сьєрра-Маестра на південному сході Куби. Вони спостерігалися в різних висотних поясах — в мезофільному напівлистопалному лісі на висоті 136 м над рівнем моря, серед вапнякових скель, кавових плантацій і мозофільних рідколісь на висоті 465 м над рівнем моря та в сосновому лісі Pinus maestrensis на висоті понад 1100 м над рівнем моря. Зустрічаються серед опалого листя.